# Napoleonbakelse

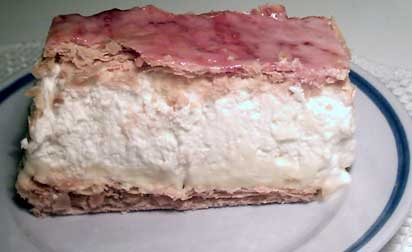
En svensk variant av Napoleonbakelse

Napoleonbakelse är vanligen en variant av smördegsbakverket mille-feuille vilket är franska och betyder "tusen blad". Det är smördegen, som delar sig i flera mycket tunna skikt, som gett bakelsen dess franska namn.

## Historik
François Pierre La Varenne beskrev en variant av mille-feuille-bakelsen i Le Cuisinier françois år 1651. Bakverket förädlades tidigt på 1800-talet av Marie-Antoine Carême som menade att ursprungsreceptet var forntida.
Den svenska varianten skapades av Johan Broqvist som gesällprov i Österrike i mitten av 1800-talet. Johan Broqvist startade 1876 konditoriet Broqvist konditori i Växjö som nu drivs av ättlingar i femte generationen.

## Etymologi
Det finns i de flesta språk ingen klar koppling till kejsar Napoleon I av Frankrike, utan namnet kommer troligen ursprungligen för det franska ordet för napolitansk, napolitain. Till exempel så använder den gastronomiska encyklopedin Larousse Gastronomique gateau napolitain, ungefär napolitansk bakelse, utan att nämna eller använda ordet Napoleon.

## Varianter
Den svenska Napoleonbakelsen är uppbyggd av ett lager smördeg med vispad grädde, vaniljkräm, och sylt och högst upp ett lager smördeg till. Den översta plattan smördeg brukar förses med en sockerglasyr blandad med vinbärsgelé. Den franska bakelsen innehåller ingen sylt, och sockerglasyren är vit med smala strimmor av ringlad choklad i ett vågmönster. Den svenska napoleonbakelsen är mycket lik den populära bakelsen tompoes i Nederländerna. I Sverige har Broqvist konditori utropat 17 november till Napoleonbakelsens dag.
I USA kallas mille-feuille-bakelsen för Napoleon men den har då det franska utseendet av en mille-feuille med vit glasyr som randats med choklad. Det finns en fransk mille-feuille-bakelse som också har namnet Napoleon. Den består av flera lager med smördeg och har mandelkräm mellan plattorna.
I Hong Kong finns en Napoleonbakelse, 拿破侖, som är en luftig sockerkaka med smörkrämslager och eventuellt valnötter.
I Iran finns en bakelse kallad Napoleonskt bröd,شیرینی ناپلئوني eller Nûne Nâpeloni. Det är smördeg med creme fraîche fyllning som eventuellt är toppad med pudersocker.
I Polen kallas bakelsen kremówka även napoleonka. Även det är en smördegsbakelse där flera plattor varvats med tjock grädde och täckts med pudersocker.
I Litauen finns en liknande bakelse eller tårta med karamellsmak; den saknar vispgrädde men har sylt och är uppbyggd på samma typ av smördeg.